# 卡尔·特奥多尔·罗伯特·路德
| 小行星17  | 1852年4月17日  |
| 小行星26  | 1853年5月5日   |
| 小行星28  | 1854年3月1日   |
| 小行星35  | 1855年4月19日  |
| 小行星37  | 1855年10月5日  |
| 小行星47  | 1857年9月15日  |
| 小行星53  | 1858年4月4日   |
| 小行星57  | 1859年9月22日  |
| 小行星58  | 1860年3月24日  |
| 小行星68  | 1861年4月29日  |
| 小行星71  | 1861年8月13日  |
| 小行星78  | 1863年3月15日  |
| 小行星82  | 1864年11月27日 |
| 小行星84  | 1865年8月25日  |
| 小行星90  | 1866年10月1日  |
| 小行星95  | 1867年11月23日 |
| 小行星108 | 1869年4月2日   |
| 小行星113 | 1871年3月12日  |
| 小行星118 | 1872年3月15日  |
| 小行星134 | 1873年9月27日  |
| 小行星241 | 1884年9月12日  |
| 小行星247 | 1885年3月14日  |
| 小行星258 | 1886年5月4日   |
| 小行星288 | 1890年2月20日  |

卡尔·特奥多尔·罗伯特·路德（德語：Karl Theodor Robert Luther，1822年4月16日—1900年2月15日），德国天文学家。
为纪念路德，月球上的一处环行山被命名为路德环形山，此外小行星1303也被以其名字命名。